# Зверобой (острова)

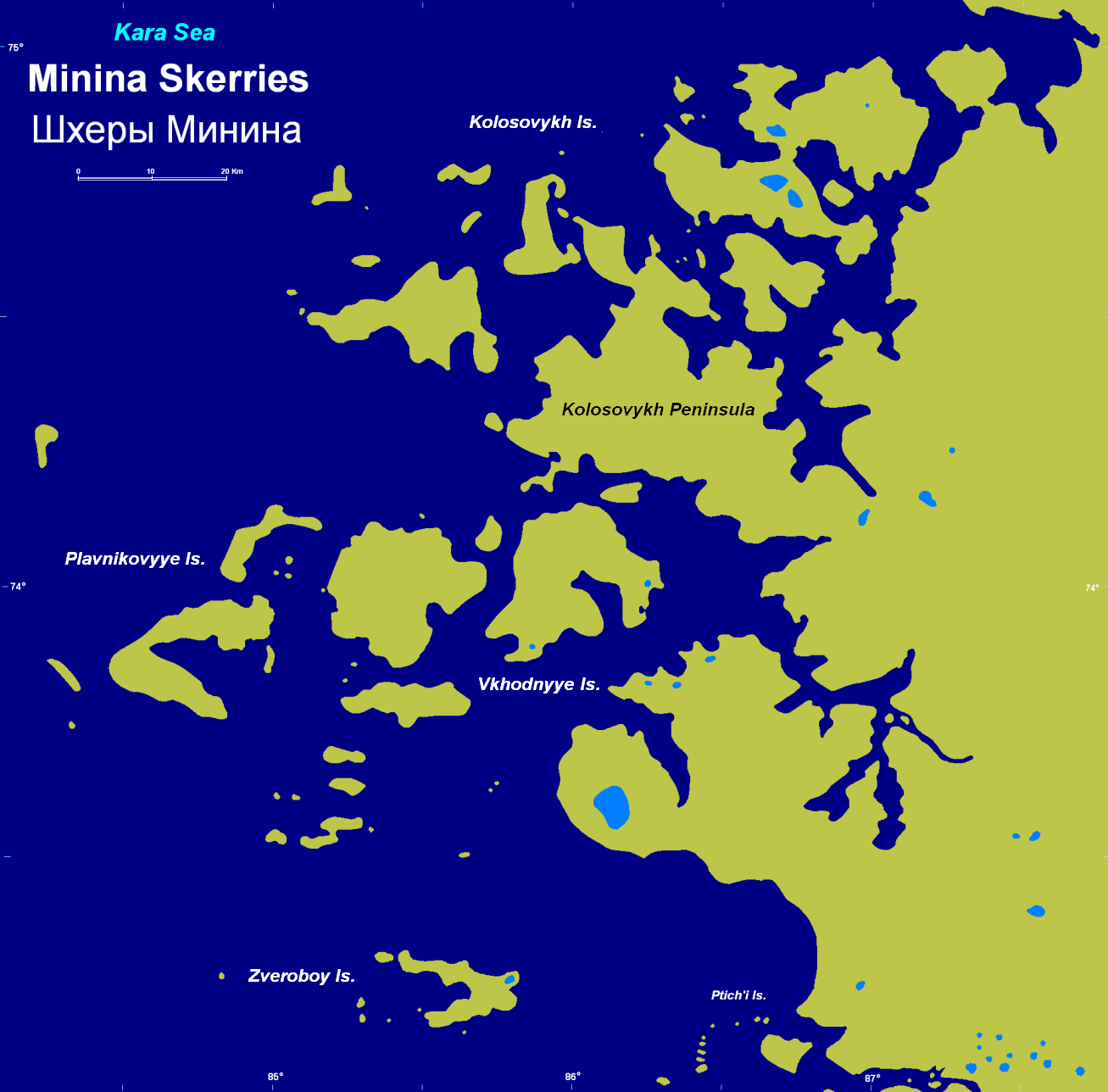
Острова Зверобой на карте шхер Минина

Острова Зверобой — архипелаг в Карском море, включающий в себя один крупный (остров Зверобой) и 8 небольших островов.

## География
Эта группа островов расположена в Пясинском заливе, в Карском море, к северо-востоку от Диксона, у берегов Сибири.
Длина острова Зверобой составляет 17 км. Острова покрыты тундровой растительностью. На острове Зверобой есть озеро.
Административно архипелаг относится к Красноярскому краю, является частью Большого Арктического заповедника.

## Климат
Климат арктический с продолжительной морозной зимой и коротким летом, в течение которого лёд тает.
Море вокруг архипелага покрыто многолетними льдами, зимой встречаются полыньи, летом — многочисленные айсберги.